# ملکه آلمانی
ملکه آلمانی (نام علمی: Disocactus phyllanthoides) نام یک گونه از سرده کاکتوس‌های دوتایی است.